# Seletar Expressway

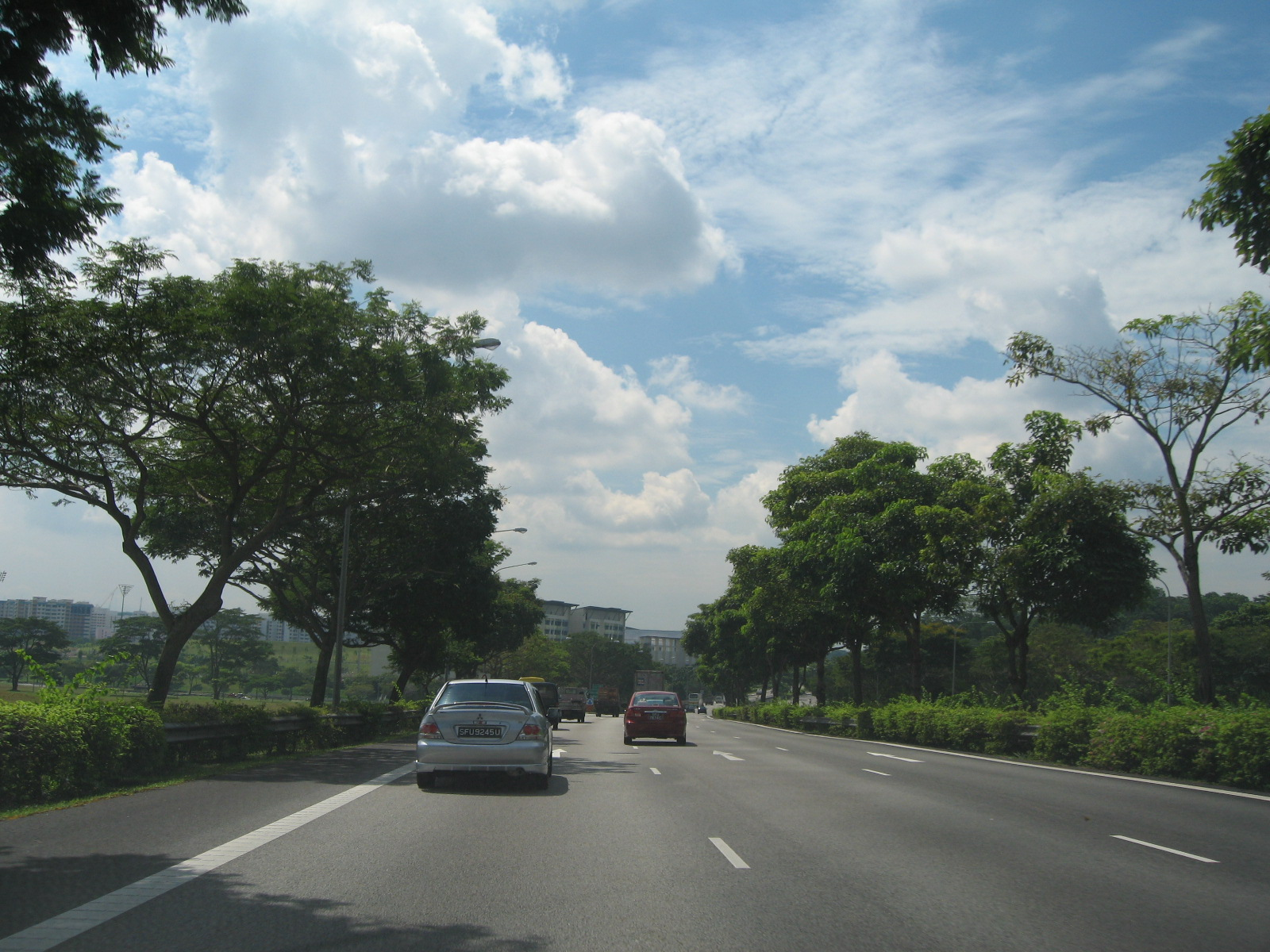

De Seletar Expressway (SLE) (Maleis: Lebuhraya Seletar , Chinees: 实里达高速公路, Tamil: செலேத்தார் விரைவுச்சாலை) is een autosnelweg in Singapore. De snelweg is 11 kilometer lang en werd afgewerkt in 1998.
Pan Island Expressway ·
Ayer Rajah Expressway ·
North-South Corridor ·
East Coast Parkway ·
Central Expressway ·
Tampines Expressway ·
Kallang-Paya Lebar Expressway ·
Seletar Expressway ·
Bukit Timah Expressway ·
Kranji Expressway ·
Marina Coastal Expressway ·